# Ha'akame
Ha'akame es una localidad del distrito de Nukunuku, en Tonga. Tiene una población de 834 habitantes en 2021.